# أمير سراج
أمير سراج الشطي هو لاعب كرة قدم كويتي سابق، لعب مع نادي الفحيحيل، سجل هدف في نهائي كأس الأمير 1985/1986الذي حصل عليه نادي الفحيحيل الرياضي لأول مره بتاريخه وهي المرة الأوله والوحيده بتاريخ نادي الفحيحيل وتاريخ أندية المنطقة العاشره.
تعرض لاصابه كسر مضاعف في عام 1989 اجبرته على إجراء أكثر من عملية جراحية حيث اضطر الأطباء إلى وضع «براغي» لتثبيت قدمه، وبسبب قلة الرعاية الصحية في الغزو، حدثت له مضاعفات في تلك الفترة، واستمر في اللعب رغم شعوره بآلام بعد أي مباراة يخوضها حتى آخر لقاء لعبه امام القادسية عام 1992 وتعرض حينها لاصابة اقعدته شهرا، مما أدى إلى نهاية مشواره الرياضي. اعتزل اللعب عام 1994 مع زميله عايد الروضان في لقاء جمع الفحيحيل والقادسية برعاية وزير الدفاع آنذاك الشيخ علي الصباح السالم، مثل نادي الفحيحيل الرياضي ومنتخب الكويت الوطني.